# Veliki Zdenci
Veliki Zdenci (régi magyar neve Alsó-Zdench, latinul: Zdench Inferior) falu Horvátországban Belovár-Bilogora megyében. Közigazgatásilag Grobosinchoz tartozik.

## Fekvése
Belovártól légvonalban 32, közúton 40 km-re délkeletre, Verőcétől légvonalban 29, közúton 34 km-re délnyugatra, községközpontjától 8 km-re délnyugatra Nyugat-Szlavóniában, az Ilova folyó jobb partján elterülő termékeny mezőn fekszik.

## Története
A középkori Alsó- és Felső-Zdench a 13. század óta szerepel az írásos forrásokban. Első említése 1244-ben, illetve 1255-ben történt. Alsó-Zdench a mai Veliki Zdencinek, míg Felső-Zdench a mai Mali Zdencinek felelt meg. Alsó-Zdench Szűz Mária tiszteletére szentelt plébániatemplomát 1334-ben „Primo ecclesia beate virginis de Zdench inferiori” alakban említik a zágrábi püspökséghez tartozó plébániák között. A település a középkori oklevelekben oppidumként szerepel, fontos uradalmi központként vásártartási joggal rendelkezett. Ebben az időszakban pezsgő élet folyhatott itt. Templomának titulusa időközben megváltozott, hiszen 1501-ben Balázs nevű plébánosát már „Blasius omnium sanctorum de Zdencz” néven említik.
A mai Veliki Zdenci határában állt „Izdench” várát 1272-ben említik először. 1306-ban a Pok nembeli Meggyesi család birtoka volt. A család (mely nevét egyik birtokközpontjáról Aranyosmeggyesről nyerte) birtoka volt annak kihalásáig 1493-ig, ezután más birtokokkal együtt az ecsedi Bátori családé volt. 1478-ban ebben a várban ülésezett a horvát szábor a török elleni védelemről és az ezzel kapcsolatos kötelezettségekről.
1552-ben több mint száz évig tartó ismétlődő támadások után a török elfoglalta a közeli Verőce várát, majd rögtön ezután Zdencit is és tovább támadt nyugat felé. Grobosinc vidéke az Oszmán Birodalom határterületén, többnyire a senkiföldjén feküdt, mely gyakran ki volt téve mindkét fél támadásainak. A pakráci szandzsák részét képező Zdenci („Szdenay”) várában 10 lovas és 99 gyalogos katonából álló őrség állomásozott, a környező terület pedig pusztaság volt.
A török kiűzése után a község területe majdnem teljesen lakatlan volt és rengeteg szántóföld maradt műveletlenül. Ezért a bécsi udvar elhatározta, hogy a földeket a betelepítendő határőrcsaládok között osztja fel. Az első betelepülő családok 1698-ban érkeztek Lika, Bosznia, a horvát Tengermellék, Imotski és kisebb számban az Isztria területéről. Újjászervezték a közigazgatást is. Létrehozták a katonai határőrvidéket, mely nem tartozott a horvát bánok fennhatósága alá, hanem osztrák és magyar generálisok irányításával közvetlenül a bécsi udvar alá tartozott.
A települést 1774-ben az első katonai felmérés térképén „Dorf Veliki Zdenczi” néven találjuk. A katonai közigazgatás idején a szentgyörgyvári ezredhez tartozott. Lipszky János 1808-ban Budán kiadott repertóriumában „Zdenczi (Veliki)” néven szerepel. Nagy Lajos 1829-ben kiadott művében „Zdenczi” néven 68 házzal, 142 katolikus és 252 ortodox vallású lakossal találjuk.
A katonai közigazgatás megszüntetése (1871) után Magyar Királyságon belül Horvát–Szlavónország részeként, Belovár-Kőrös vármegye Grubisno Poljei járásának része volt. 
1857-ben 784, 1910-ben 1.516 lakosa volt. A 19. század végén és a 20. század elején az olcsó földterületek miatt és a jobb megélhetés reményében nagyszámú cseh lakosság telepedett le itt. 1910-ben a népszámlálás adatai szerint lakosságának 42%-a cseh, 28%-a horvát, 28%-a szerb anyanyelvű volt. Az első világháború után 1918-ban az új szerb-horvát-szlovén állam, majd később (1929-ben) Jugoszlávia része lett. 1941 és 1945 között a németbarát Független Horvát Államhoz, háború után a település a szocialista Jugoszláviához tartozott. 1991-től a független Horvátország része. 1991-ben lakosságának 50%-a horvát, 22%-a cseh, 15%-a szerb nemzetiségű volt. 2011-ben 914 lakosa volt.

## Lakossága
| Lakosság változása | Lakosság változása | Lakosság változása | Lakosság változása | Lakosság változása | Lakosság változása | Lakosság változása | Lakosság változása | Lakosság változása | Lakosság változása | Lakosság változása | Lakosság változása | Lakosság változása | Lakosság változása | Lakosság változása | Lakosság változása |
| ------------------ | ------------------ | ------------------ | ------------------ | ------------------ | ------------------ | ------------------ | ------------------ | ------------------ | ------------------ | ------------------ | ------------------ | ------------------ | ------------------ | ------------------ | ------------------ |
| 1857               | 1869               | 1880               | 1890               | 1900               | 1910               | 1921               | 1931               | 1948               | 1953               | 1961               | 1971               | 1981               | 1991               | 2001               | 2011               |
| 784                | 905                | 1.121              | 1.363              | 1.498              | 1.516              | 1.474              | 1.376              | 1.161              | 1.344              | 1.329              | 1.322              | 1.416              | 1.323              | 1.075              | 914                |

## Nevezetességei
- A Szent Kereszt Felmagasztalása (Vozvdviženija časnog Krsta) tiszteletére szentelt régi pravoszláv parochális templomát 1744-ben még fából építették. Ennek helyén építették fel 1848-ban az új, falazott templomot. A II. világháború idején egy bombázás során súlyosan megrongálódott és 1996-ig romokban állt. A helyi pravoszláv parókia ez irányú erőfeszítései ellenére sem sikerült anyagi fedezetet találni a templom felújításához. A délszláv háború idején a romokat lebontották. Először a harangtornyot, majd a megmaradt falakat is eltávolították arra hivatkozva, hogy azok maguktól dőlhetnek össze. A helyén ma park található, vele átellenben építették fel az új evangélikus templomot. Ma is bírósági per folyik a helyi parókia és a községi önkormányzat között a templom lebontásának körülményeivel kapcsolatban.
- Izdenc középkori várából mára csak az egykori sáncok és árkok maradványai láthatók. A vár a falu déli részén a régi temető végében, a Crni lugnak nevezett helyen,[7] az Ilova partja közelében állt. A központi rész egy dombon állt, melyet kettős sánc és hármas árokrenszer övezett. A helyet teljesen benőtte a növényzet és a folyó áradásai is rendszeresen elmossák. Így a fák között jobbára halmok és süppedések mutatják az egykori vár helyét. A helyi hagyomány szerint közelében egy tekintélyes méretű török híd ívelt át a folyón.
- 1990 és 1995 között épült fel a falu új evangélikus temploma.[8]

## Kultúra
A KUD Česka beseda kulturális és művészeti egyesület a zdenci csehek kulturális életének szervezője.

## Sport
A helyi sportélet képviselői a "Zdenka" labdarúgóklub, a "KK Zdenka" tekeklub, a "Zdenka" teniszklub, az "Otkos 10" bocsaklub, a „Šaran” sporthorgász egyesület és „Zenge” paintball klub.